# 锣

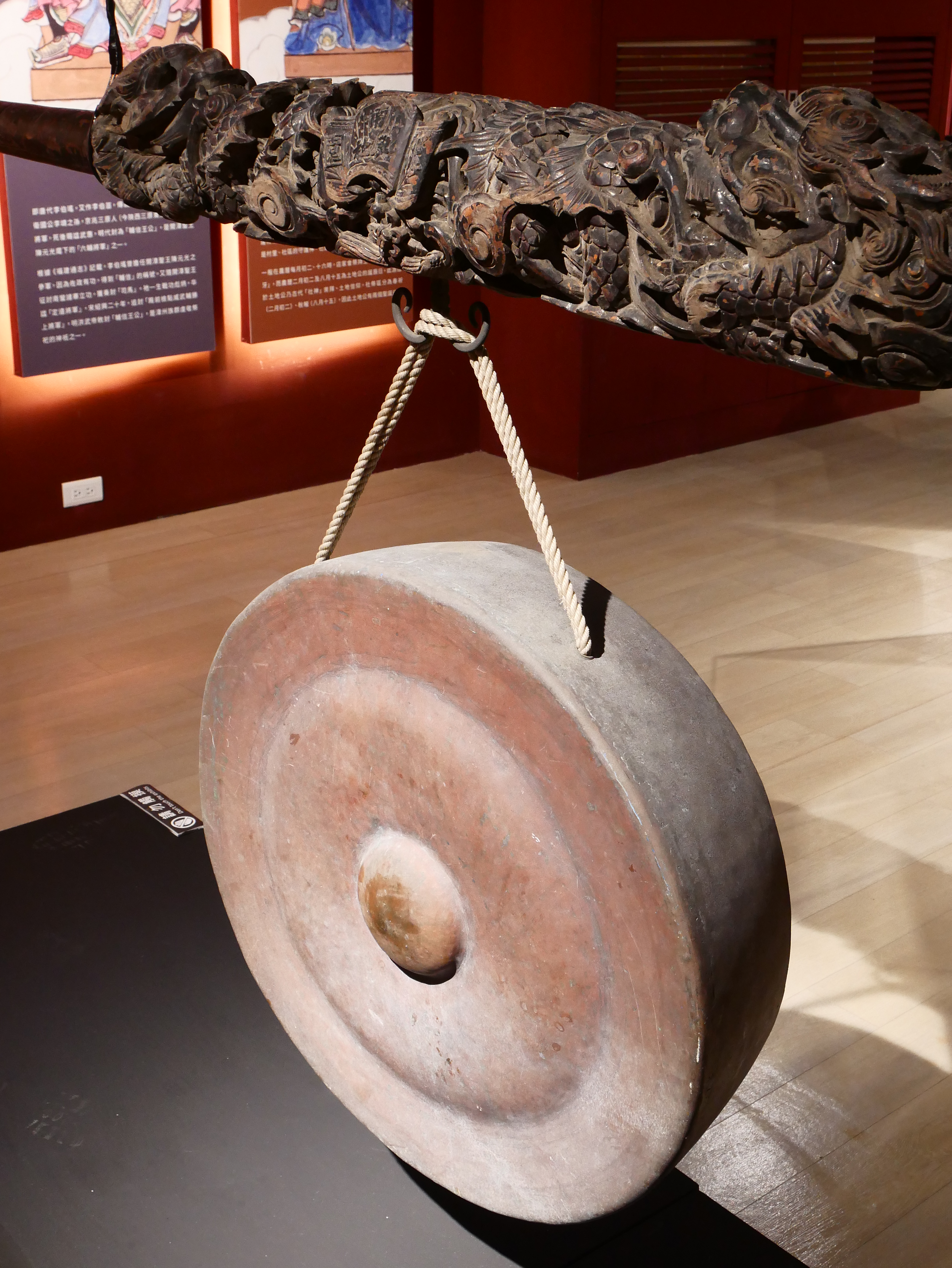
桃園慈護宮子弟鑼

锣是打击乐器，以金屬制成，不同地方有不同的鑼。
在中国，鑼是一種傳統打擊樂器，亦傳至漢字文化圈其他地區，由於是用銅合金製成，因此又稱銅鑼。可以分为大锣、小锣、鋩鑼、馬鑼、云锣、十面锣等。大锣的声音宏亮、强烈、力度变化幅充大；小锣的声音清脆有诙谐色彩；云锣是有音階的打击乐器；十面锣是由十几面大小不等，音色、音高各不相同的锣悬于木架上，由一人独奏。